# Harry Sukman
Harry Sukman   (Chicago, 2 de desembre de 1912 - Palm Springs, 2 de desembre de 1984) va ser un compositor estatunidenc.

## Biografia
Sukman va néixer a Chicago el 1912. Va començar la seva carrera musical durant els anys 1920, quan era adolescent. Va compondre la música per pel·lícules comSalem's Lot.
Es va casar amb Francesca Paley el 1946, i el dos van estar casats fins a la seva mort. Van tenir un fill, Susan McCray. Va ser nominat per a dos oscars i en va guanyar un, l'Oscar a la millor banda sonora a la 33a convocatòria, el 1960 per a Song Without End. També va ser nominat per Fanny (1961) i The Singing Nun.
Sukman va morir d'un atac de cor el dia del seu 72è aniversari.

## Filmografia
Filmografia.
- 1954: Riders to the Stars
- 1954: Gog
- 1955: Battle Taxi
- 1955: A Bullet for Joey
- 1955: The Phenix City Story
- 1956: Screaming Eagles
- 1957: Forty Guns
- 1957: Fury at Showdown
- 1957: Short Cut to Hell
- 1957: Sabu and the Magic Ring
- 1958: Underwater Warrior
- 1958: Outcasts of the City
- 1959: The Hangman
- 1959: Verboten!
- 1959: Bonanza (sèrie TV)
- 1959: El quimono carmesí (The Crimson Kimono)
- 1960: Cançó immortal (Song Without End)
- 1961: Underworld U.S.A.
- 1961: A Thunder of Drums
- 1961: Dr. Kildare (sèrie TV)
- 1962: Madison Avenue
- 1962: The Eleventh Hour (sèrie TV)
- 1964: Guns of Diablo (TV)
- 1964: Daniel Boone (sèrie TV)
- 1966: The Singing Nun
- 1966: Around the World Under the Sea
- 1966: The Monroes (sèrie TV)
- 1967: Welcome to Hard Times
- 1967: El solitari (The Naked Runner)
- 1968: Cervesa per a tots (The Private Navy of Sgt. O'Farrell)
- 1968: If He Hollers, Let Him Go!
- 1969: Tiger, Tiger (TV)
- 1973: Mister Kingstreet's War
- 1973: Genesis II (TV)
- 1974: The Cowboys (sèrie TV)
- 1974: The Family Kovack (TV)
- 1975: Beyond the Bermuda Triangle (TV)
- 1978: Someone's Watching Me! (TV)
- 1979: Salem's Lot (TV)

## Premis i nominacions

### Premis
- 1961: Oscar a la millor banda sonora per Cançó immortal

### Nominacions
- 1962: Oscar a la millor banda sonora per Fanny
- 1967: Oscar a la millor banda sonora per The Singing Nun
- 1968: Primetime Emmy a la millor composició musical per The High Chaparral
- 1980: Primetime Emmy a la millor composició musical per a minisèrie o especial per Salem's Lot